# Центр (Тернопіль)
Центр — мікрорайон у середмісті Тернополя.

## Вулиці, бульвари, площі
- Майдан Волі
- Привокзальний майдан
- Театральний майдан
- Площа Героїв Євромайдану
- Бульвар Тараса Шевченка
- Багата
- Родини Барвінських
- Академіка Олександра Брюкнера
- Валова
- Миколи Гоголя
- Михайла Грушевського
- Доли
- Замкова
- Камінна
- Степана Качали
- Миколи Коперника
- Соломії Крушельницької
- Олени Кульчицької
- Липова
- Листопадова
- Медова
- Патріарха Мстислава
- Над Ставом
- Юліана Опільського
- Князя Острозького
- Михайла Паращука
- Миколи Пирогова
- Руська
- Гетьмана Сагайдачного
- Дениса Січинського
- Січових Стрільців
- Патріарха Йосифа Сліпого
- Юліуша Словацького
- Старий Ринок
- Старий Поділ
- Ярослава Стецька
- Юрія Федьковича
- Івана Франка
- Богдана Хмельницького
- В'ячеслава Чорновола
- Маркіяна Шашкевича
- Митрополита Шептицького
- Шпитальна

## Храми
- Собор Непорочного Зачаття Пресвятої Богородиці УГКЦ, вул. Гетьмана Сагайдачного, 14
- Церква Різдва Христового УАПЦ, вул. Руська, 22
- Воздвиженська церква УАПЦ, вул. Над Ставом, 16
- Церква Святого Івана Хрестителя УАПЦ, вул. Шпитальна, 2А
- Каплиця цілителів землі української (міжконфесійна), вул. Князя Острозького, 9

Знищені:
- Парафіяльний костел — на місці сучасного ЦУМу
- Костел єзуїтів — вул. Пйотра Скарґи, в радянський час тут була Тернопільська швейна фабрика, нині фірмовий магазин одягу «Галія»
- Велика синагога, або стара синагога на Подолі — нині вул. Паращука

## Державні установи
- Тернопільська обласна державна адміністрація
- Тернопільська обласна рада
- Прокуратура Тернопільської області
- Тернопільська міська рада
- Господарський суд Тернопільської області
- Апеляційний суд Тернопільської області
- Управління Національної поліції в Тернопільській області

## Навчальні заклади
- Тернопільський національний технічний університет імені Івана Пулюя
- Тернопільський державний медичний університет імені І. Я. Горбачевського
- Тернопільський національний економічний університет (факультет)
- Тернопільський інститут соціальних та інформаційних технологій
- Галицький коледж імені В'ячеслава Чорновола
- Тернопільський кооперативний торговельно-економічний коледж
- Тернопільське обласне державне музичне училище імені Соломії Крушельницької
- Тернопільська українська гімназія імені Івана Франка
- Тернопільська спеціалізована школа № 3
- Тернопільська загальноосвітня школа № 4
- Тернопільська спеціалізована школа № 5
- Тернопільська загальноосвітня школа № 6 імені Назарія Яремчука
- Тернопільська загальноосвітня школа № 24
- Тернопільська обласна експериментальна школа мистецтв
- Тернопільська музична школа № 1 імені Василя Барвінського
- «Зоринка» (хорова школа)

За часів Австро-Угорщини та Польщі тут були:
- Тернопільська українська гімназія
- Гімназія товариства «Рідна Школа»
- Перша тернопільська гімназія
- Друга тернопільська гімназія
- Третя тернопільська гімназія
- Тернопільська державна механічна гімназія
- Тернопільська гімназія єзуїтів

## Заклади культури
- Тернопільський академічний обласний драматичний театр ім. Т. Г. Шевченка
- Тернопільський академічний обласний театр актора і ляльки
- Український Дім «Перемога»
- Тернопільська обласна універсальна наукова бібліотека
- Тернопільська обласна наукова медична бібліотека
- Бібліотека Тернопільського державного медичного університету імені І. Я. Горбачевського
- Центральна міська бібліотека для дорослих
- Тернопільський обласний краєзнавчий музей
- Музей «Літературне Тернопілля»
- Тернопільський історико-меморіальний музей політичних в'язнів